# Graziella (romanzo)
Graziella (stesso titolo nell'originale francese) è un romanzo di Alphonse de Lamartine del 1852, ispirato al suo primo giovanile viaggio in Italia.
All'inizio era parte dell'opera autobiografica Les Confidences del 1849 (libri da VII a X), fu poi pubblicato a sé stante. Lamartine aveva visitato l'Italia, e in particolare la regione napoletana e Procida nel 1811 e nel 1812, e più tardi nel 1844, in compagnia della moglie.
L'episodio della tempesta in mare riprende un tipico tòpos della letteratura epica. Inoltre Lamartine esprime nel romanzo il suo amore per la letteratura romantica (in particolare citando Corinna o l'Italia di Madame de Staël, Gli anni di apprendistato di Wilhelm Meister e I dolori del giovane Werther di Goethe e le Ultime lettere di Jacopo Ortis di Ugo Foscolo) e confessa la sua ammirazione per Paolo e Virginia di Jacques-Henri Bernardin de Saint-Pierre, romanzo che si trova al centro del racconto.
Il viaggio in Italia e la ragazza ribattezzata "Graziella" nel romanzo hanno ispirato a Lamartine diverse poesie: Le Premier Regret (acclusa in appendice al romanzo), Le Golfe de Baya, près de Naples (1813, poi raccolta in Méditations poétiques,1820), Ischia (1822, poi raccolta in Nouvelles Méditations poétiques, 1823), Le Lis du Golfe de Santa Restitua, dans l'île d'Ischia (1842), Salut à lile d'Ischia (1842), Adieu à Graziella e La Fille du pêcheur, Graziella.
Di Graziella scriverà anche nelle Mémoires inédits 1790-1815, pubblicate postume nel 1870.
Graziella è diventata un mito, tanto che la sua immagine di donna procidana solare, semplice e bella, dà il nome a un concorso di bellezza a Procida durante la festa della sagra estiva, nella quale, dal 1939, viene eletta una "Graziella", vestita con costume tipico procidano.

## Trama
Il giovane scrittore francese Alphonse de Lamartine, diciottenne, parte con grande entusiasmo insieme a un parente che per affari si sta recando in Toscana. A causa degli impegni che non sembravano finire decide di proseguire il viaggio da solo, quindi da Livorno si dirige a Roma dove trascorre l'inverno presso un pittore, fa amicizia con una ragazza, cantante e allieva del suo maestro accompagnatore. Lei sarà, per il periodo di soggiorno a Roma, la sua guida personale. Rimasto solo, conosce e frequenta il fratello del pittore presso il quale soggiorna: maestro di italiano e grande uomo rivoluzionario amante della libertà, rimane affascinato dalla sua figura e fa nascere nel protagonista entusiasmo e sentimenti nuovi. In quello stato d'animo, studia a Roma la storia della città e i monumenti fino a quando, sazio, decide di visitare Napoli. Qui incontra un suo amico di collegio, con il quale si legherà molto.
Colpito dalle belle terre del golfo di Napoli e, in particolare, dalla semplicità della sua gente, decide insieme al suo compagno di provare quel tipo di vita, pagando un pescatore per farsi assumere come aiutanti. Tutto sembra procedere bene finché un giorno a causa del cattivo tempo, rimangono in balia del mare e non riuscendo a tornare a casa si salvano approdando all'isola di Procida, in cui il povero pescatore ha un'altra piccola abitazione, e dove si trova la sua famiglia. Il giorno successivo apprendono che l'imbarcazione, unica ricchezza e fonte di sostentamento del pescatore è distrutta; sentendosi in qualche maniera responsabili e partecipi della disgrazia, decidono di acquistarne una nuova e di fare un regalo al pescatore. Nei giorni trascorsi a Procida, Alphonse ha modo di conoscere Graziella, nipote del pescatore, semplice e romantica fanciulla. In vista dell'inverno decidono di tornare a Napoli. Giunti, i due amici decidono di rientrare in albergo, dove il compagno è richiamato in Francia.
Rimasto nuovamente solo, Alphonse si ammala sempre più di solitudine e ricordandosi della famiglia del pescatore torna a vivere da loro. Comincia così una grande amicizia con Graziella. Nasce in questo periodo un grande sentimento reciproco di cui però i due rimangono inconsapevoli, fino a quando la proposta di matrimonio da parte di un cugino di Graziella rompe quella tranquillità e abitudinarietà che si era creata tra i due. Alphonse è costretto per la prima volta a chiedersi che cosa sia per lui quella ragazza, considerata fino a quel momento un'amica. Graziella invece si chiude in camera sua, rifiutando la proposta del cugino. La confusione porta Alphonse a lasciare la casa per giorni e vagabonda confuso per la provincia, fino a quando deciso a tornare, si ripresenta a casa del vecchio pescatore.
La situazione non è cambiata, Graziella ostinata rifiuta le prediche dei propri familiari che vedono in quel matrimonio un'opportunità per uscire dalla loro condizione. Fino a quando, intenerita dalla disperazione di tutti, accetta la proposta di fidanzamento. La sera stessa, però, di nuovo cambia idea e scappa di casa. La mattina seguente Alphonse, saputo dell'accaduto, comincia una disperata ricerca, che lo porta a ritrovarla nell'isola di Procida. Trascorrono la notte aprendo i loro cuori e confessandosi reciprocamente i propri sentimenti fino al mattino, momento in cui l'intera famiglia li raggiunge. Il cugino di lei nel frattempo ritira la proposta di fidanzamento per non turbare ulteriormente la ragazza, e la loro vita torna come prima.
Graziella, nonostante tutto, vive nella costante preoccupazione e consapevolezza che un giorno lui dovrà tornare in Francia, ma nel cuore nutre una speranza di vedere il loro amore realizzarsi completamente. Il giorno tanto temuto arriva e Alphonse è costretto a tornare in Francia, non senza aver promesso a Graziella il suo ritorno per passare il resto della vita insieme. Alphonse non mantiene la promessa, e nei lunghi anni che passano cerca di dimenticarla.
Una sera al ritorno da un ballo, riceve una lettera. Graziella gli annuncia la sua malattia e il destino di morte da cui non può fuggire e lo esorta a non dimenticarla mai e a portarla nel cuore per sempre. Alphonse conserverà per tutta la vita quella lettera, e il ricordo del suo primo amore.

## Adattamenti
- Alfredo Soffredini ne ha tratto un dramma lirico in tre atti la cui prima rappresentazione è avvenuta a Pavia, nel Teatro Guidi nell'autunno 1902.
- Léonce Perret ne ha tratto un film intitolato Graziella la gitane nel 1912, con Suzanne Grandais.
- Mario Gargiulo ne ha tratto un film omonimo nel 1917, con Tina Xeo.
- Marcel Vandal ne ha tratto un film nel 1926 con Suzanne Dehelly e Antonin Artaud.
- Giorgio Bianchi ne ha tratto un omonimo film nel 1955, con Maria Fiore (nel ruolo di Graziella), Jean-Pierre Mocky, Tina Pica e Elisa Cegani.
- Mario Ferrero ne ha tratto uno sceneggiato televisivo nel 1961, con Fosco Giachetti, Tina Lattanzi, Fulvia Mammi, Ilaria Occhini (nel ruolo di Graziella), Corrado Pani e Luca Ronconi.

## Edizioni
- trad. Giovanni de Castro, Milano: Boroni e Scotti, 1856
- trad. Icilio Bogliani, Mirandola: Moneti e Cagarelli, 1870
- trad. anonima, Milano: Sonzogno, 1883
- trad. Alfa Bertini, Milano: Alpe, 1900
- trad. Luigi Cappiello, Napoli: Pironti, 1902
- trad. Firenze: Salani, 1921
- trad. C. Motta, Milano: Facchi, 1922
- trad. Alfredo Fabietti, Firenze: Bemporad, 1923
- trad. Nicola Cacudi, Firenze: Le Monnier, 1924
- trad. Alma Dolens, Milano: Bietti, 1925
- trad. Giovanna Santagostino, Milano: Barion, 1927
- trad. Francesco Carbonara, Campobasso: Petrucciani, 1935
- trad. Lucie Gugenheim Culcasi, Milano: Signorelli, 1936
- trad. Maria Albini, Milano: Corticelli, 1937; Milano: Mursia, 1961
- trad. Antonietta Bareggi, Milano: Signorelli, 1940
- trad. Americo Bertuccioli, Torino: Lattes, 1947
- trad. Claudia Mondaini, Milano: Rizzoli, 1954
- trad. G. Carlo Monti, Modena: Paoline, 1957
- trad. Gino Marcora, Milano: Lucchi, 1961
- trad. Franco De Poli, Milano: Fabbri, 1965
- trad. Carmen Lottero, Torino: Ed. dell'Albero, 1966
- trad. Carla Ferri, Milano: Bietti, 1967
- trad. Mariapina Settineri, Catania: Nova, 1970
- trad. Giacinta De Dominicis Jorio, Milano: Fabbri, 1970
- trad. Rossella Daverio, Azzate: Varesina, 1971
- trad. Alda La Rosa, Sesto San Giovanni: Peruzzo, 1986
- trad. Anna Zanetello, Abano Terme: Piovan, 1993
- trad. Caterina D'Agostino, Milano: Garzanti, 1995